# СН-42

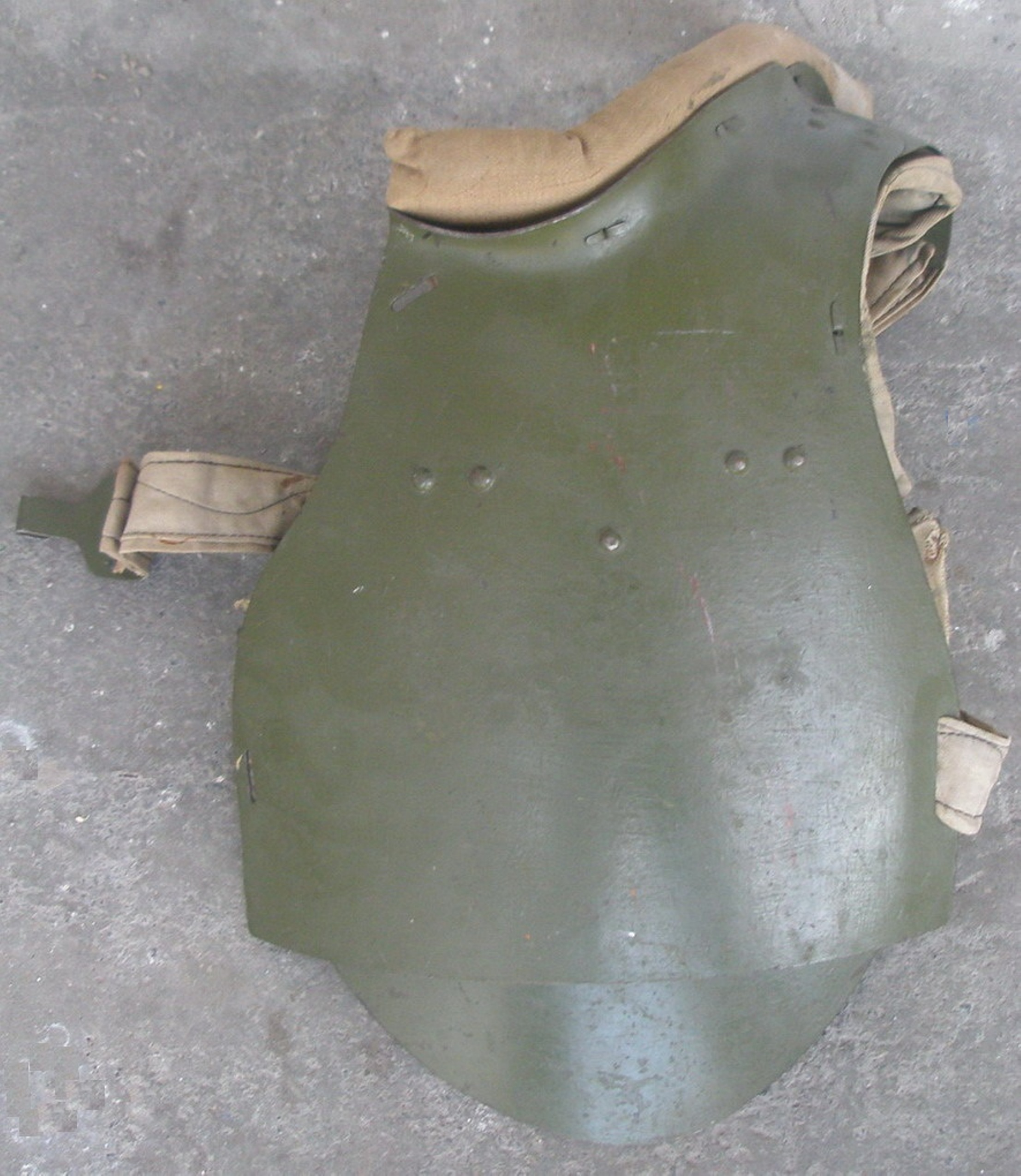
Стальной нагрудник СН-42. Вид спереди. Нижний щиток закреплен на щеколде

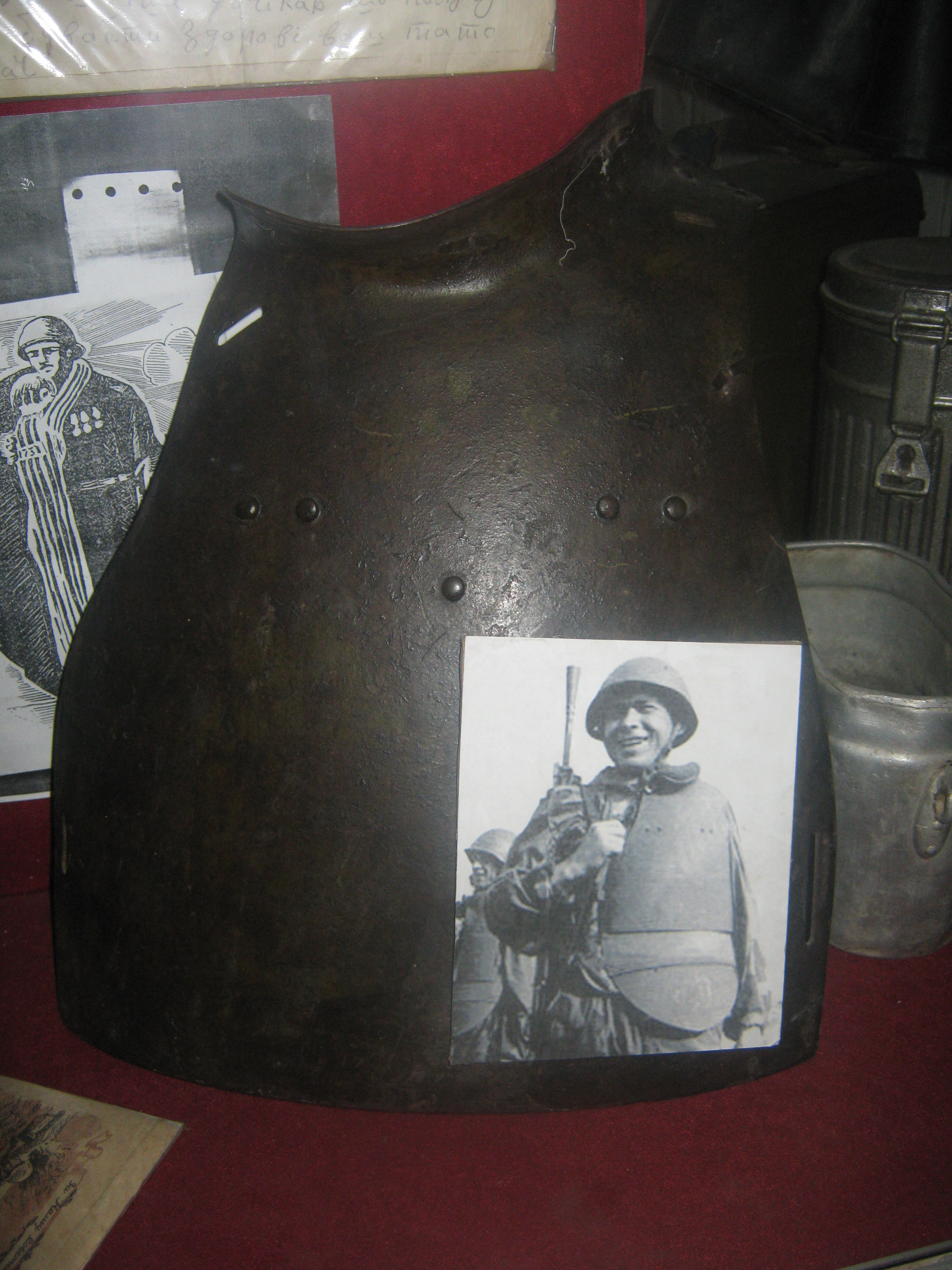
Верхняя часть стального нагрудника в музее Каменец-Подольской крепости

СН-42 — советское индивидуальное защитное средство военнослужащего (нагрудник), модель стального нагрудника 1942 года.

## Описание
СН-42 выполнен из 2-мм стали 36СГН, в допусках 1,8 — 2,2 мм, масса нагрудника 3,3 — 3,5 кг. Площадь защиты 0,2 м². Применялся в Великой Отечественной войне. Были созданы несколько моделей: СН-38, СН-39, СН-40, СН-40А, и СН-42, где число обозначает год разработки. Оснащались ими в основном инженерно-штурмовые бригады. Выдерживал попадание пистолетных и автоматных пуль, мелких осколков. Описаны случаи попадания 9-мм пистолетных пуль в упор без ущерба для бойца. Сталь за счёт своей гладкости и прочности могла так же отклонять удары штыком и иногда 7,92-мм винтовочные пули, но исключительно при касательном попадании под большим углом и выстреле с дальнего расстояния.
По современным стандартам примерно соответствует бронежилету 2 класса — как по массе, так и по защитным качествам.
Этот «панцирь» солдаты обычно надевали на ватник с оторванными рукавами, который служил дополнительным амортизатором, несмотря на то что у нагрудника с внутренней стороны имелась специальная подкладка. Неплохо зарекомендовал себя в городских боях.

## Применение

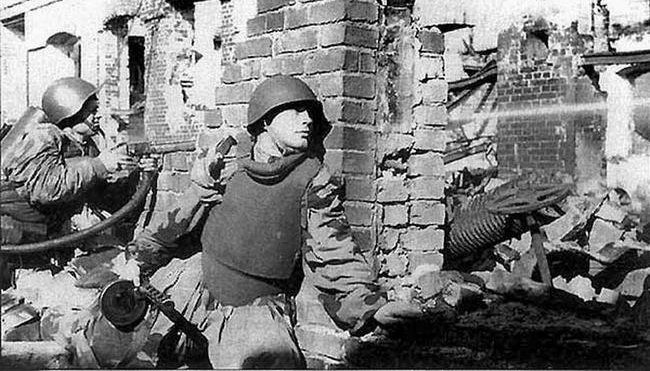
Советский солдат в СН-42 во время уличных боёв

Стальной нагрудник СН-42 стал поступать в войска в 1942 году СН-42 использовались во время Сталинградской битвы. Широкое распространение СН-42 получили в штатно оснащавшихся ими штурмовых инженерно-сапёрных бригадах, даже получивших прозвище «панцирная пехота».
Оценки нагрудника фронтовиками неоднозначны: есть как положительные, так и негативные отзывы. Нагрудник хорошо зарекомендовал себя в уличных боях при штурме городов, в рукопашной схватке, когда боец шёл или бежал. В то же время в полевых условиях бойцы штурмовых бригад больше передвигались по-пластунски, и нагрудники становились ненужной помехой.